# Podacanthus
Podacanthus is een geslacht van Phasmatodea uit de familie Phasmatidae. De wetenschappelijke naam van dit geslacht is voor het eerst geldig gepubliceerd in 1833 door Gray.

## Soorten
Het geslacht Podacanthus omvat de volgende soorten:
- Podacanthus keyi Brock & Hasenpusch, 2007
- Podacanthus typhon Gray, 1833
- Podacanthus viridiroseus Gray, 1835
- Podacanthus wilkinsoni Macleay, 1882